# إنريكي لوكاس
إنريكي لوكاس (بالإسبانية: Enrique de Lucas) (17 أغسطس 1978 هوسبيتالت دي يوبريغات إسبانيا - ) هو لاعب كرة قدم إسباني يلعب كلاعب وسط.

## روابط خارجية
- إنريكي لوكاس على موقع قاعدة بيانات كرة القدم.إي يو (الإنجليزية)
- إنريكي لوكاس على موقع ليكيب (الفرنسية)
- إنريكي لوكاس على موقع Soccerbase.com (لاعب) (الإنجليزية)
- إنريكي لوكاس على موقع Soccerway.com (الإنجليزية)
- إنريكي لوكاس على موقع عالم كرة القدم.نت (الإنجليزية)
- إنريكي لوكاس على موقع AS.com (الإسبانية)